# IDOL舞SHOW
『IDOL舞SHOW』（あいどるぶしょう）は、戦国武将をモチーフにした音楽バトルプロジェクト、及びアニメ映画作品。

## キャラクター

### NO PRINCESS（のーぷりんせす）
- プロデューサー：斎藤重道（声 - 間島淳司）
- 音楽プロデュース：斎藤滋

不破ひかる
声 - Machico
星野しほ
声 - 倉知玲鳳
明瀬亜美
声 - 堀内まり菜
胡桃坂らぶ
声 - 阿部寿世

#### 旧メンバー
花園ユイカ
声 - 三澤紗千香

### 三日月眼（ルナティックアイズ）
- プロデューサー：伊達宗人（声 - 川田紳司）
- 音楽プロデュース：冨田明宏

綾瀬双葉
声 - 木戸衣吹
若月美鈴
声 - 岡咲美保
金剛寺ゆい
声 - 中島由貴

### X-UC（てんゆーし）
- プロデューサー：真田幸之助（声 - 河合龍之介）
- 音楽プロデュース：木皿陽平

羽美野りさ
声 - 諏訪ななか
猿野さくら
声 - 花谷麻妃
星月小春
声 - 豊田萌絵
掛川こころ
声 - 長谷川玲奈
安奈あき
声 - 酒井美沙乃
百合ヶ丘みさき
声 - 鈴木杏奈
霧野しおり
声 - 北原侑奈
八村かをり
声 - 青山桜子
伊佐山エリナ
声 - 二ノ宮ゆい
清見みさ緒
声 - 石飛恵里花

### Fool's End
佐久間志のぶ
声 - 悠木碧
森なが穂
声 - 竹達彩奈

### ソロ
- プロデューサー：上杉謙二（上杉謙信）
- 音楽プロデュース：鶴﨑輝一

本間ましろ
声 - 近藤玲奈

### It's your サイダー
- プロデューサー： 毛利Q太郎（毛利元就）
- 音楽プロデュース：Q-MHz

ICHIKA
声 - 吉武千颯
NINA
声 - 山田美鈴
MINA
声 - 吉木悠佳
SHION
声 - 大原わかな
ISUZU
声 - 山本真綺

## 劇場アニメ
『劇場版IDOL舞SHOW』のタイトルで、2022年6月24日に公開。

### スタッフ（劇場アニメ）
- 監督 - 小林真吾
- 脚本 - 兀兀
- プロデュース - 藍沢亮
- アニメーション制作 - ORENDA×Amineworks
- キャラクターデザイン - NOB-C
- 音楽プロデューサー - 斎藤滋、冨田明宏、木皿陽平

## Webラジオ
Webラジオ『IDOL舞SHOW〜天下旗争奪ラジオ〜』が、2019年9月30日から2020年9月21日まで超!A&G+にて毎週月曜に配信されていた。配信の翌日に本作公式YouTubeチャンネルにてアーカイブを公開している。パーソナリティは本作の出演声優が回替わりで担当。